# WaterAid
WaterAid é uma Organização-Não-Governamental (ONG) que se dedica a ajudar pessoas a
escapar à pobreza e a doenças ligadas ao facto daquelas viverem sem água potável e
saneamento. Esta organização tem a sede em Londres, Inglaterra.
Actualmente actua em parceria com organizações locais em 15 países em África e Ásia.
Também tenta influenciar as políticas oficiais no domínio da água e saneamento, de
modo a que sirvam os interesses das pessoas em situações mais vulneráveis.